# Alison Armitage
Alison Armitage (Londra, 26 febbraio 1965) è un'attrice britannica.
Nata a Londra, con lo pseudonimo di Brittany York, è stata Playmate del mese di Playboy nell'ottobre 1990. Ha avuto un ruolo principale nella serie televisiva Acapulco H.E.A.T. dal 1998 al 1999 e piccole parti in film come Jerry Maguire e Driven. È apparsa anche in un'illustrazione del giornale Maxim del 1999.

## Filmografia

### Cinema
- Secret Games (1992)
- Miracle Beach (1992)
- Jerry Maguire (1996)
- Driven (2001)

### Televisione
- Posing: Inspired by Three Real Stories (1991)
- Gli amici di papà (1991)
- Acapulco H.E.A.T. (1993-1994, 1998-1999) (48 episodi)
- Thunder in Paradise 1994
- One West Waikiki 1994
- Seinfeld 1995
- Silk Stalkings 1997
- The New Adventures of Robin Hood 1998
- L.A. Heat 1999
- Dark Realm 2001
- Black Scorpion 2001
- The Bold and the Beautiful 2002